# Podbeže
Podbeže so naselje v Krasu, v Občini Ilirska Bistrica. Vas leži na obrobju Brkinov. Vas je nastala v 15. stoletju, v času turških vpadov. Prvi prebivalci ki so se tja naselili so v tistem času bežali pred Turki. Iz tega izhaja tudi ime vasi Podbeže (pod beže), to se nanaša na ljudi, ki so tja pribežali "od spodaj" oziroma z juga. Med prvo naselitvijo je tja prišlo okoli sto ljudi, ki so se kasneje naselili tudi v bližnji okolici (v Žlebini). Živeli so pod vodstvom "Podbiškega kneza" Boromirja, ki je živel v 16. stoletju. Pod njegovo vladavino je vas dosegla vrhunec svojega razvoja in moči. Boromir se je ukvarjal z raznimi filozofskimi vprašanji, predvsem pa je razmišljal o tem, zakaj je luč svetila že prvega dne, medtem ko so pa bili sonce, luna in zvezde ustvarjene šele četrtega dne, in kako to razumeti. Vendar pa ljudstvu to sploh ni bilo všeč in začel se je njihov odpor. Obsodili so ga zaradi izdaje stare vere, ga križali v Stajnem brdu in naposled sežgali na grmadi v Podgradu. Po njegovi smrti beležimo obdobje podbiškega zatona; to je bil čas, ko so se zatrle poganske vrednote, prebivalci so se tudi pokristjanili. Vendar pa je to negativno vplivalo na rodnost in tako se je prebivalstvo zdesetkalo. Vas so kasneje leta 1833 obudili Italijani, oblast pa je leta 1948 prevzelo lokalno prebivalstvo.